# Tafelspitz (Gericht)

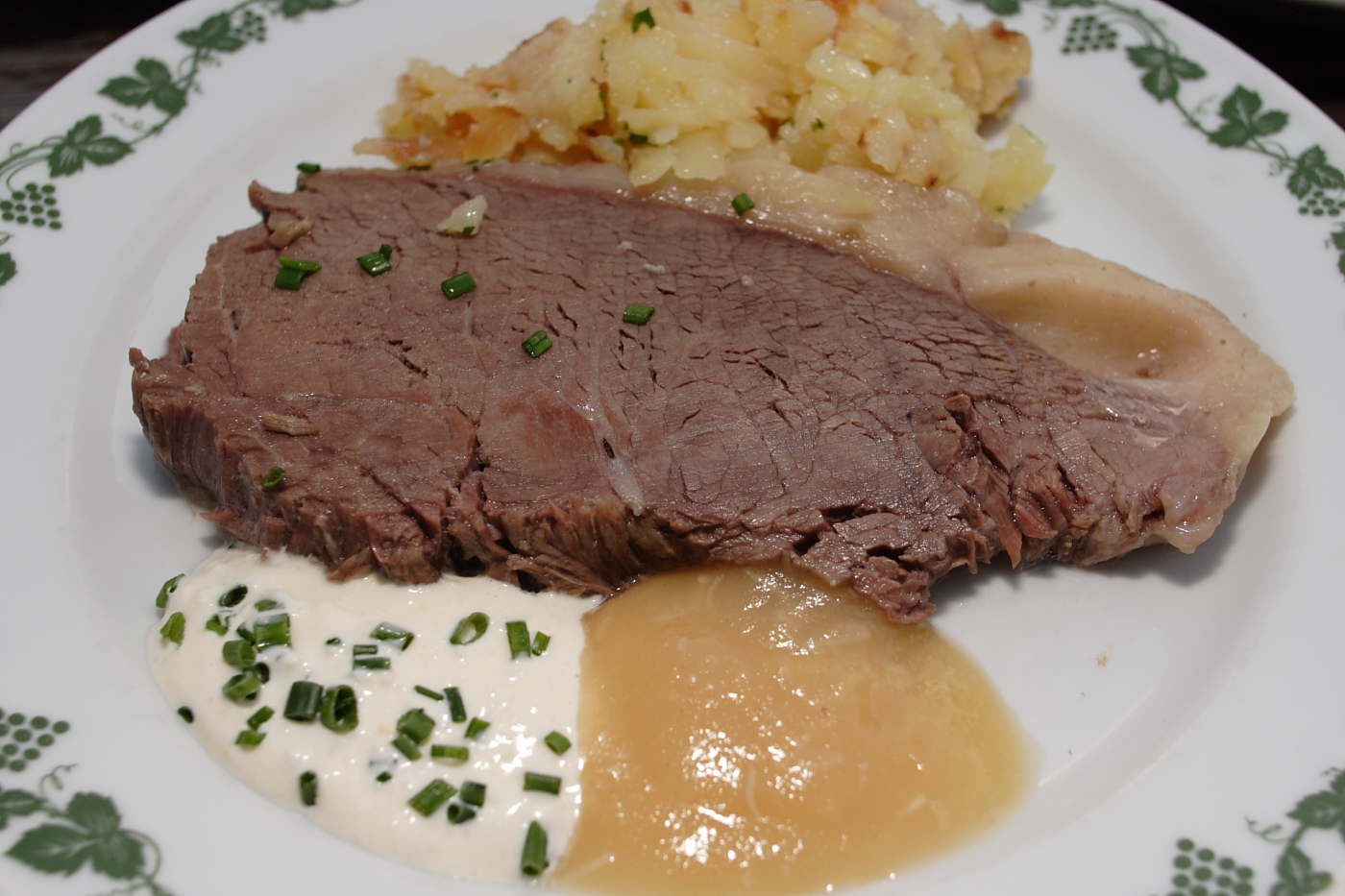
Tafelspitz mit Schnittlauchsauce und Apfelkren

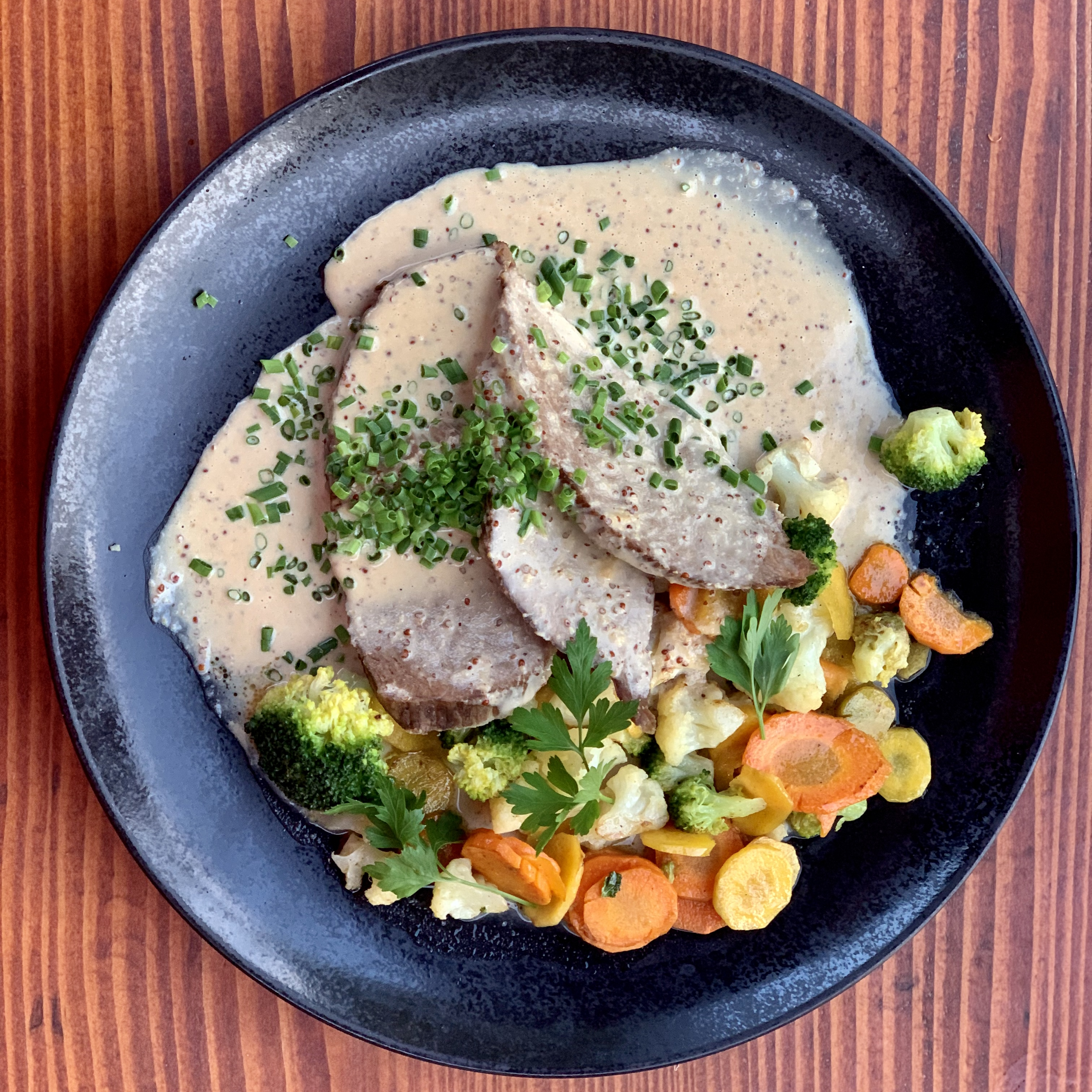
Tafelspitz in Krensauce

Der Tafelspitz ist ein Gericht der Wiener Küche, dessen Bezeichnung bayerisch-österreichische Wurzeln hat. Er besteht aus einem in Wasser (mit Suppengrün) oder Brühe gekochten, ganzen Stück Knöpfl oder Schlögel (= Schwanzstück, Tafelspitz) vom Rind, das dann in Scheiben geschnitten wird. Man serviert ihn üblicherweise mit Apfel- oder Semmelkren und der beim Kochen entstandenen und dann abgeseihten Suppenbrühe.
Dazu kann Wurzelgemüse gereicht werden, in Würfel oder Streifen geschnitten, das in einer Brühe gekocht wurde; dann Kartoffeln, Bratkartoffeln oder Kartoffelschmarrn, zudem Dillrahm-Fisolen oder Spinat, allenfalls auch Schnittlauchsauce.
Ein ähnlich zubereitetes Gericht aus Rindfleisch einfacherer und durchwachsener Qualität wird in Österreich und Bayern Tellerfleisch oder gekochtes Rindfleisch  genannt oder in Österreich, gemäß der jeweiligen Fleischsorte, Kavalierspitz, Schulterscherzel, Weißes Scherzel, Hüferscherzel, Mageres Meisel, Kruspelspitz u. ä. In manchen Regionen ist zu beobachten, dass es dennoch als Tafelspitz serviert wird. In der Schweiz nennt man eine auf diese Weise zubereitete Fleischspeise Siedfleisch.
Krenfleisch ist ebenfalls vergleichbar, wird aber häufig aus Schweinefleisch zubereitet, das intensiv mit Kren (Meerrettich) gewürzt ist.

## Wortherkunft
Als Tafelspitz wurde am österreichischen Kaiserhof das hintere Ende der Festtafel bezeichnet, an dem als letztes serviert wurde. Unter Franz Joseph I. musste jeder Gast gemeinsam mit dem Kaiser sein Besteck niederlegen und das Essen beenden. Die Leibspeise des Kaisers war gesottenes Rindfleisch des Hinterschlegels. Da die Personen am Ende der Tafel wegen des späten Servierens an ihrer Sitzposition noch nicht satt waren, sollen sie danach noch ins Café Sacher gegangen sein. Dort wurde die Mahlzeit erneut ohne den Kaiser begonnen. Es soll dort auch in Rinderbrühe gekochte Rinder-Schwanzstücke gegeben haben.

## Sonstiges
Eine gleichnamige Auszeichnung in der Gastronomie wird seit 1999 von der österreichischen Tageszeitung Kurier an qualitativ hochstehende Lokale verliehen.